# 2021년 서귀포 해역 지진
2021년 서귀포 해역 지진 또는 2021년 제주 해역 지진은 2021년 12월 14일 17시 19분 14초 대한민국 제주도 서귀포시 서남서 41km 해역에서 발생한 리히터 규모 M4.9, 모멘트 규모 M4.8의 지진이다. 대한민국 기상청은 최초에 이 지진의 규모를 5.3으로 관측했으나, 3분만에 4.9로 정정했다. 이 지진으로 제주에서 수정 메르칼리 진도 계급 기준 최대 V(로마자 5)의 진동이 감지되었다. 이날 지진은 2021년 한반도에서 발생한 지진 규모 1위에 해당하며, 제주도 인근에서 발생한 지진 중 가장 큰 규모에 해당하며, 아울러 진앙반경 50㎞ 이내 발생한 지진 가운데 2005년 6월 15일 제주 제주시 고산 남쪽 26㎞ 해역에서 발생한 3.9 규모 지진 이후 가장 큰 규모의 지진이다.

## 발생 특성

### 지진 발생 매커니즘
지진은 제주도 남서쪽 해역에서 거의 남북 방향에 가까운 북서-남동 방향 혹은 동서 방향을 축으로 압력을 받은 주향이동단층형 지진이다. 또한, 제주 서쪽 해상에 존재하는 남-북 주향의 단층에서 발생한 것으로 보인다. 단층이 수평으로 이동했기 때문에, 지진에 의한 피해가 크지 않았던 것으로 분석된다. 다만 지진을 일으킨 단층이 정확히 활성 단층에 의한 것인지, 아니면 소규모의 단층에 의한 것인지는 알 수 없다. 인근 수심이 얕아 지진해일은 발생하지 않았다.
마라도 관측소에서 최대 PGA 6.891%g를 관측하였다.

### 진앙 지역의 지진학적 특성

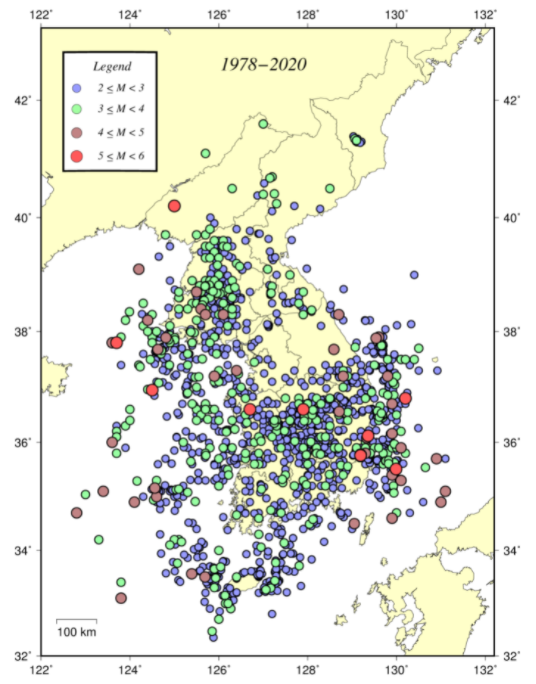
1978년부터 2020년까지의 지진
대한민국 기상청 출처

대한민국의 다른 지역들과 비교하여 제주도는 상대적인 지진활동도가 높다고는 할 수 없지만, 기상청의 국내지진 목록 등에 근거하여, 제주도 인근 해역은 지진이 아에 발생하는 것은 아닌, 산발적으로 지진이 발생하던 곳이었다. 1978년부터 2021년 12월 14일 지진이 발생하기 직전까지 총 89회의 지진이 발생했으며, 2009년부터 10년간 지진이 매해 빠지지 않고 발생했다. 지진 발생빈도는 2003년 이후 점진적으로 증가하고 있으며, 진앙지는 제주도 동부 및 서부 해역 여러 곳에 퍼져 있다. 가장 최근에 발생한 규모 2.0 이상의 지진은 2년 전인 2019년 10월 20일 발생했으며, 그 이후 2021년까지 규모 2 이하의 미소 지진들만이 발생했다.
한반도 역사지진에 기록된 바에 따르면, 1670년(조선 현종 11년) 11월 15일(음력 10월 3일 정해일)에 조선왕조실록에서 제주도에 큰 지진이 일어나 많은 민가의 담벽이 무너지거나 기울었다는 기록이 남아 있다. 이 당시 최고 진도는 VII로 추정된다. 이번 2021년 지진은 1670년 이후 제주도에서 일어난 가장 큰 흔들림(진도)의 지진이다.
1978년 이후 대한민국 기상청의 "국내지진 목록"에 따른 제주도 해역의 주요 지진 (규모 3.0 이상)
- 1986년 1월 19일 규모 3.0 (제주 서쪽 12km)
- 2000년 5월 11일 규모 3.1 (서귀포 서쪽 57km)
- 2005년 6월 15일 규모 3.9 (고산 남쪽 26km)
- 2008년 5월 31일 규모 4.2 (제주 서쪽 78km)
- 2010년 8월 28일 규모 3.2 (고산 남남동쪽 45km)
- 2011년 2월 27일 규모 3.5 (고산 북북서쪽 47km)
- 2012년 5월 2일 규모 3.4 (고산 북북서쪽 46km)
- 2012년 6월 19일 규모 3.1 (고산 북서쪽 30km)
- 2014년 5월 15일 규모 3.4 (고산 남쪽 33km)[17]

## 여진
12월 14일 규모 4.9의 지진이 발생한 이후 진앙 부근에서 최대 규모 2.7의 지진을 포함해 모두 5차례의 여진이 발생했다. 기상청은 제주 지진이 꽤 강해 부근 지각이 안정화될 때까지 다소 시간이 걸릴 것이라며 규모 3.0 이하의 지진이 계속 발생할 가능성이 크다고 전망했으며, 여진이 수개월에서 1년까지도 이어질 수 있다고 밝히기도 했다. 12월 15일 오후 3시에는 진앙지 근처에서 규모 2.8의 여진이 발생했다.
지진이 발생한지 약 1달인 2022년 1월 2일까지 총 20회의 여진이 발생했다. 그 대부분이 미소 지진이다. 본진 당일날 대부분의 여진이 발생하고 이후 급격히 줄어드는 경향을 보인다. 마지막으로 보고된 여진은 2021년 12월 22일 발생한 규모 1.7의 지진이다.
대한민국 기상청이 발표한 2021년 서귀포 해역 지진의 주요 여진은 다음과 같다.
주요 여진 목록
| 날짜      | 시간                | 경·위도                 | 규모(ML) | 최대 진도 | 발생지점                         | 구분 |
| --------- | ------------------- | ----------------------- | -------- | --------- | -------------------------------- | ---- |
| 12월 14일 | 오후 17시 19분 14초 | 북위 33.09, 동경 126.16 | 4.9      | V         | 제주 서귀포시 서남서쪽 41km 해역 | 본진 |
| 12월 14일 | 오후 17시 29분 5초  | 북위 33.08, 동경 126.16 | 1.3      | I         | 제주 서귀포시 서남서쪽 42km 해역 | 여진 |
| 12월 14일 | 오후 17시 29시 34초 | 북위 33.12, 동경 126.17 | 1.5      | I         | 제주 서귀포시 서남서쪽 39km 해역 | 여진 |
| 12월 14일 | 오후 17시 36분 54초 | 북위 33.10, 동경 126.16 | 1.7      | I         | 제주 서귀포시 서남서쪽 41km 해역 | 여진 |
| 12월 14일 | 오후 18시 02분 27초 | 북위 33.10, 동경 126.16 | 1.6      | I         | 제주 서귀포시 서남서쪽 41km 해역 | 여진 |
| 12월 14일 | 오후 18시 23분 10초 | 북위 33.09, 동경 126.15 | 1.7      | I         | 제주 서귀포시 서남서쪽 42km 해역 | 여진 |
| 12월 14일 | 오후 18시 24분 58초 | 북위 33.09, 동경 126.18 | 1.6      | I         | 제주 서귀포시 서남서쪽 40km 해역 | 여진 |
| 12월 14일 | 오후 19시 02분 40초 | 북위 33.10, 동경 126.15 | 1.5      | I         | 제주 서귀포시 서남서쪽 42km 해역 | 여진 |
| 12월 14일 | 오후 19시 08분 51초 | 북위 33.09, 동경 126.18 | 1.6      | I         | 제주 서귀포시 서남서쪽 40km 해역 | 여진 |
| 12월 14일 | 오후 19시 14분 46초 | 북위 33.10, 동경 126.15 | 1.6      | I         | 제주 서귀포시 서남서쪽 42km 해역 | 여진 |
| 12월 14일 | 오후 20시 45분 32초 | 북위 33.08 동경 126.18  | 1.3      | I         | 제주 서귀포시 서남서쪽 40km 해역 | 여진 |
| 12월 14일 | 오후 22시 02분 1초  | 북위 33.09 동경 126.15  | 1.5      | I         | 제주 서귀포시 서남서쪽 42km 해역 | 여진 |
| 12월 14일 | 오후 22시 3분 49초  | 북위 33.08, 동경 126.17 | 1.5      | I         | 제주 서귀포시 서남서쪽 41km 해역 | 여진 |
| 12월 14일 | 오후 22시 36분 33초 | 북위 33.08 동경 126.16  | 1.3      | I         | 제주 서귀포시 서남서쪽 42km 해역 | 여진 |
| 12월 15일 | 오전 9시 32분 33초  | 북위 33.09, 동경 126.15 | 1.7      | I         | 제주 서귀포시 서남서쪽 42km 해역 | 여진 |
| 12월 15일 | 오후 15시 6분 47초  | 북위 33.14, 동경 126.15 | 2.8      | II        | 제주 서귀포시 서남서쪽 40km 해역 | 여진 |
| 12월 16일 | 오전 0시 16분 33초  | 북위 33.11, 동경 126.17 | 1.7      | I         | 제주 서귀포시 서남서쪽 40km 해역 | 여진 |
| 12월 16일 | 오후 21시 3분 3초   | 북위 33.11, 동경 126.17 | 1.4      | I         | 제주 서귀포시 서남서쪽 40km 해역 | 여진 |
| 12월 17일 | 오전 6시 22분 10초  | 북위 33.12, 동경 126.18 | 3.2      | III       | 제주 서귀포시 서남서쪽 38km 해역 | 여진 |
| 12월 18일 | 오후 23시 50분 49초 | 북위 33.09, 동경 126.16 | 1.9      | I         | 제주 서귀포시 서남서쪽 41km 해역 | 여진 |
| 12월 22일 | 오후 21시 14분 27초 | 북위 33.14 동경 126.18  | 1.7      | I         | 제주 서귀포시 서남서쪽 38km 해역 | 여진 |

## 각지의 진도
| 진도 | 지역                                        |
| ---- | ------------------------------------------- |
| V    | 제주 (남서부 일부지역)                      |
| IV   | 제주 서부지역                               |
| III  | 제주 동부지역·전남 (진도군·해남군 일부지역) |
| II   | 경남·광주·전북                              |

주로 전남과 광주, 제주도에 진동이 관측되었다. 또한 이번 지진으로 일본 나가사키현 고토시에서도 일본 기상청 진도 계급 기준 진도1의 유감지진을 관측하였다.

## 피해
제주도 전역에서 건물 흔들림이 감지되었다. 지진이 발생하자마자 서귀포시 제주컨벤션센터 면세점 밖으로 수많은 사람들이 뛰쳐나왔다. 완도군 등지에서는 건물 전체가 흔들렸다는 신고가 제보되었다. 또 서울소방재난본부에는 5시 22분 서울  강동구 천호동 한 다세대 주택과 오후 5시 24분 중랑구 상봉동 한 빌라가 흔들렸다는 신고가 접수됐다.
114건의 지진감지 신고전화가 빗발친 것을 비롯해, 전남에서 37건의 신고전화가 접수되는 등 전국적으로 총 173건의 신고가 접수되었다. 그 중 진원지 바로 인근인 대정읍을 중심으로 재산 피해 신고로 제주시 지역의 주택과 아파트 4곳에서 창문 및 벽면, 바닥 타일 등에 균열이 발생했다는 신고가 접수되었다.
제주도의 서쪽에 있는 수월봉 해안절벽의 응회암 지층이 이번 지진으로 일부 붕괴되었다.
본 지진은 육지와는 먼 바다에서 일어난데다 단층이 수직이동이 아닌 주향이동단층, 즉 수평으로 움직여 해일을 일으킬 정도의 에너지를 가지고 있지 않았고 피해도 매우 약했다고 대한민국 기상청이 분석하였다.
한국수력원자력은 지진 직후 기자회견에서 전국의 원자력 발전소에는 본 지진으로 입은 피해나 영향이 전혀 없다고 발표하였다.

## 진원 지역의 지질학적 분석

### 아무르판의 존재

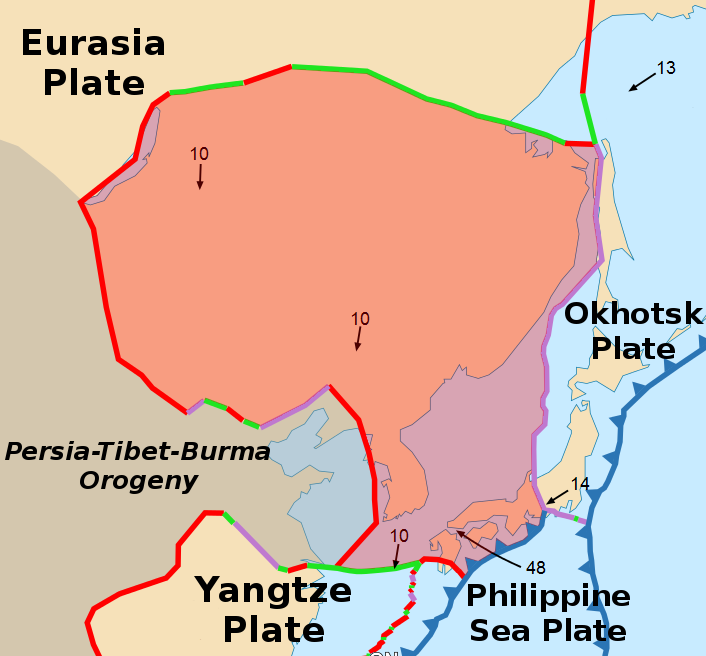
아무르판의 서쪽 경계는 서해상과 제주도 인근을 지나는 것으로 추정된다.
수렴형 경계
발산형 경계
보존형 경계
주요 섭입대

아무르판은 유라시아판의 하위 판으로, 유라시아판에 대해 동쪽으로 9–10 mm/yr (판 내부에서는1 mm/yr 내외) 정도 이동하고 있으며, 그 경계는 아직도 확실하지 않지만 한반도 서쪽의 서해에 판의 서쪽 경계가 있는 것으로 추정된다. 또한 한국지질자원연구원이 발간한 논문을 볼 때, 서해상에서 내려온 아무르판의 경계는 제주도 인근을 지나는 것으로 여겨진다.
...그러나 이러한 연구 결과에도 불구하고 아무르판의 경계에 대해서는 아직 논란이 많다. (중략) 그럼에도 아무르판의 남측 경계를 제주도 하부에 존재할 것이라고 주장하였다.— 서해 연안지질 위험요소 연구 , 한국지질자원연구원 (2017)

특히, 2004년 Hamdy, 박필호 등은 한반도와 제주도의 상대적인 움직임 속도는 1.7mm/y으로 같은 판으로 해석되어야 함을 설명하고, 아무르판의 남측 경계를 제주도 하부에 존재할 것이라고 주장하였다. 다만, 그 위치는 정확하게 명시하지 않았다.
현재의 연구는 아무르판의 남동쪽 경계를 정확하게 알아내지 못하였으나, (아무르판의) 경계가 제주도 남쪽 어딘가에 놓여 있고 이는 이전의 연구가 제시한 경계와 다르다고 할 수 있다.
이전 토론에서 우리는 다음과 같이 결론을 내렸다―(1) 아무르판의 안정된 부분 내에서 관측소 간의 상대적인 속도는 1.7 mm/yr 이하이고, (2) 이 연구는 한반도와 제주도는 같은 아무르판 위에 있음을 제시한다.
— Present-day relative displacements between the Jeju Island and the Korean peninsula as seen from GPS observation (2004) 번역문

즉 아무르판의 남동쪽 경계가 제주도 남쪽을 지나며, 제주도 남쪽에서 발생한 이번 지진의 진원지와 아무르판의 경계가 인근에 존재한다.

### 제주 분지의 존재
제주 분지는 제주도 남쪽, 동중국해분지(East China Sea Basin)의 북서부에 발달한 열개 분지(pull-apart basin)로서, 북서쪽 경계는 제주 융기대로 구성된다. 분지형성의 기원은 열개작용(rifting)에 의한 분지 형성 또는 주향 이동 단층의 작용에 따른 것으로 알려져 있다. 또한 열개 작용에 의해 지구대(graben) 구조를 형성하고 있으며, 인장력에 의해 만들어진 다수의 정단층들이 분지 내에 위치하고 있다. 제주도 남쪽 50km 정도 해역에 이 분지의 북서측 경계가 존재하고, 이 퇴적분지가 단층으로 경계되어 있는 점을 감안하면 분지의 북서부 경계와 지진이 발생한 진앙지가 거의 유사한 위치에 존재한다.
또한, 한국해양과학기술원은 2014년의 〈서해 해역의 지진지체구조 및 단층활동 특성조사연구〉 논문의 지진지체구조의 해석에서는 모호면이 매우 급하게 변하는 지역으로 응력이 집중되어 큰 규모의 지진이 발생할 가능성이 있는 곳이며, 서해에서는 제주도의 남쪽으로 제주 분지의 경계를 따라 모호면이 급하게 변하는 것으로 해석할 수 있다고 언급하여 제주 분지 지역에서 큰 규모의 지진이 발생할 수 있다고 보았다.

## 반응
행정안전부는 지진이 발생하자 이승우 재난안전본부장 주재로 상황판단 회의를 열어 중앙재난안전대책본부(중대본) 1단계를 발령하였고, 기상청, 소방청, 해경, 제주도, 전라남도 등의 관계자가 참석한 가운데 전해철 행안부 장관 주재로 영상으로 중대본 회의를 개최하였다.
제주특별자치도는 오후 5시 30분부터 재난안전대책본부 비상 2단계 근무를 시행하였다. 구만섭 제주도지사 권한대행은 재난안전대책본부 상황판단회의를 주재하였다. 제주도교육청은 지진이 일어나자 학생과 교직원 모두를 긴급 대피시킨 후 전원 긴급 귀가 조치를 내렸다. 이후 이석문 제주도교육감을 주재로 긴급상황회의를 열었다. 제주도소방안전본부는 각 소방서별 의용소방대를 투입해 지역 순찰을 실시하였다.
지진이 발생하기 직전에 제주도에서 나타난 양떼구름이 대중들 사이에 지진 전조 현상이라고 부르는 '지진운'이 아니냐는 의견이 제기되기도 했다. 하지만 '지진운'은 유사과학으로 그 근거가 없는 속설이다.

## 같이 보기
- 한국의 지진
- 한국의 지진 목록
- 한국의 단층
- 2016년 경주 지진
- 2017년 포항 지진
- 제주도